# Daniel Catán

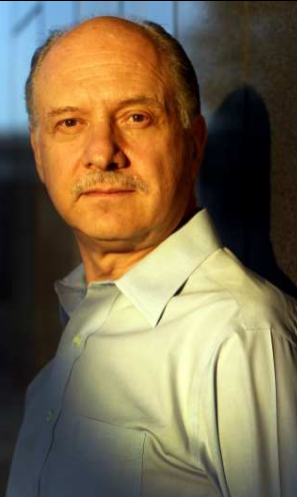

Daniel Catán (Mexico-Stad, 1949 - Austin, 8 april 2011) was een Mexicaans componist, publicist, leraar en schrijver.

## Biografie
Vanaf 1963 studeerde hij in Engeland, aanvankelijk filosofie aan de universiteit van Sussex, maar later muziek aan de universiteit van Southamton, vervolgens vervolgde hij zijn muziekstudie aan de universiteit van Princeton, (bij Milton Babbitt, James K. Randall en Benjamin Boretz) waar hij promoveerde in compositie en theorie.
Ten behoeve van zijn opera Rappacini's Daughter ging hij naar Japan om de muziek van het traditionele Japanse drama te bestuderen. De première van Rappacini's Daughter vond plaats op 25 april, 1991 in het Palacio de Bellas Artes van Mexico-Stad. Internationale bekendheid verkreeg hij nadat Rappacini's Daughter succesvol uitgevoerd werd in de Verenigde Staten (San Diego Opera, 1994). Zijn tweede opera, Florencia en el Amazonas, componeerde hij in opdracht van de Houston Grand Opera, en had groot succes bij de première in 1996. Hij ontving de Plácido Domingo Award in 1998 en in 2000 werd hij onderscheiden met de Guggenheim Fellowship Award.

## Werken

### Opera's
- Rappacini's Daughter (1991)
- Florencia en el Amazonas (1996), met thema's uit het boek Liefde in tijden van Cholera van Gabriel Garcia Marquéz.

### Overige werken
- Voor symfonieorkest
  - En un doblez del tempo
  - El arbol de la vida
- Het ballet
  - Ausencia de flores, een opdracht i.v.m de 100e verjaardag van Jorge Ruiz Dueñas
- Televisie en
- Filmmuziek

- Biblioteca Nacional de España: XX1606013
- Bibliothèque nationale de France: cb14543122q (data)
- Gemeinsame Normdatei: 135987970
- International Standard Name Identifier: 0000 0000 7824 8445
- Library of Congress Control Number: n91031178
- MusicBrainz: de5e515e-8244-4c8a-98cf-9789b05a48ec
- Bibliotheek van het Japanse parlement: 01062327
- Nationale Bibliotheek van Tsjechië: xx0168358
- Nationale Bibliotheek van Israël: 987007259535505171
- Système universitaire de documentation: 078532698
- Virtual International Authority File: 127149106006868490619